# Ɩ̃̀
Cette page contient des caractères spéciaux ou non latins. S’ils s’affichent mal (▯, ?, etc.), consultez la page d’aide Unicode.
Ɩ̃ (minuscule : ɩ̃), appelé iota tilde accent grave, est un graphème utilisé dans l’écriture du dagara du Nord, du kaansa et du puguli.
Il s’agit de la lettre iota diacritée d'un tilde et d’un accent grave.

## Représentations informatiques
Le iota tilde accent grave peut être représenté avec les caractères Unicode suivants (latin étendu B, Alphabet phonétique international, diacritiques),, :
| formes    | représentations | chaînes de caractères | points de code       | descriptions                                                            |
| --------- | --------------- | --------------------- | -------------------- | ----------------------------------------------------------------------- |
| capitale  | Ɩ̃̀               | Ɩ◌̃◌̀                   | U+0196 U+0303 U+0300 | lettre majuscule latine iota diacritique tilde diacritique accent grave |
| minuscule | ɩ̃̀               | ɩ◌̃◌̀                   | U+0269 U+0303 U+0300 | lettre minuscule latine iota diacritique tilde diacritique accent grave |